# Рибник (Ленчицький повіт)
Рибник (пол. Rybnik) — село в Польщі, у гміні Ґрабув Ленчицького повіту Лодзинського воєводства.
Населення — 49 осіб (2011).
У 1975-1998 роках село належало до Конінського воєводства.

## Демографія
Демографічна структура станом на 31 березня 2011 року:
|          | Загалом | Допрацездатний вік | Працездатний вік | Постпрацездатний вік |
| -------- | ------- | ------------------ | ---------------- | -------------------- |
| Чоловіки | 24      | 3                  | 17               | 4                    |
| Жінки    | 25      | 3                  | 19               | 3                    |
| Разом    | 49      | 6                  | 36               | 7                    |